# 圣弗朗西斯科 (贝拉瓜斯省)
圣弗朗西斯科是巴拿马贝拉瓜斯省圣弗朗西斯科区的一个城市，2010年是人口为2,283，是圣弗朗西斯科区的区治。 该市2000年时人口为1,851，1990年时人口为2,221。